# Габровски възвишения
Габровските възвишения (или Габровски височини) са хълмисто-ридово възвишение във вътрешната структурна ивица на Средния Предбалкан, области Габрово и Велико Търново.
Габровските височини се издигат между долините на реките Янтра и Белица, които ги отделят съответно от Черновръшкия рид на запад и Еленските възвишения на изток. На север възвишенията достигат до долината на Дряновска река и левия ѝ приток река Андък, като на северозапад, в района на село Донино седловина, висока 537 м ги отделя от платото Стражата. Южната граница на възвишенията е условна граница между Предбалкана и Стара планина, като границата следи долината на Жълтешка река (десен приток на Янтра), преминава южно от град Трявна и достига до река Белица в района на село Белица.
Дължината на възвишенията от север на юг са от 11 – 12 км на запад до 25 – 26 км на изток, а ширината им от запад на изток е 14 – 15 км. Най-високата част на височините се намира в южната им част, връх Кашенци (Овчаря, 869,2 м).
Габровските възвишения се състоят от отделни плоски заоблени била, проломени почти по средата от юг на север от Дряновска река. Изградени са предимно от кредни и палеогенски варовици, пясъчници и глинести лиски, образуващи антиклинални и синклинални гънки.
Климатът е умерено-континентален със сравнително студена зима и топло лято. Почвите са сиви горски. В по-голямата си част височините са силно обезлесени, а горите от бук, габър и дъб са запазени върху ограничени площи. Обработваемите земи са малко и на отделни петна.
По периферията на възвишенията са разположени 4 града: Габрово (на запад), Дряново (на север), Трявна (на юг) и Килифарево (на североизток) и още десетки малки селца и махали разпръснати в Габровска, Дряновска, Тревненска и Великотърновска общини.
По периферията на височините и през тях преминават участъци от четири пътя от Държавната пътна мрежа:
- По северните, северозападните и западните склонове на височините, от град Дебелец до Габрово, по долините на Дряновска река и Янтра, на протежение от 41 км – участък от първокласен път № 5 Русе – Стара Загора – ГКПП „Маказа“.
- По източните склонове на височините, от град Дебелец до село Вонеща вода, по долината на река Белица, на протежение от 22,1 км – участък от второкласен път № 55 Дебелец – Нова Загора – Свиленград.
- По южната им периферия, от село Вонеща вода до Габрово, на протежение от 45,7 км – участък от третокласен път № 552 Вонеща вода – Трявна – Габрово.
- В средата на височините, от юг на север, между Трявна и Дряново, по долината на Дряновска река, на протежение от 19,2 км – участък от третокласен път № 609 Дъбово – Трявна – Дряново – Буря.

През средата на възвишенията от Дряново до Трявна преминава и участък от трасето на жп линията Русе – Стара Загора – Подкова и отклонението от Царева ливада за Габрово.
В западната част на възвишенията, на 16,5 от Габрово се намира архитектурно-историческия резерват „Боженците“, а в северната част, на 5 км от град Дряново – Дряновския манастир и пещерата „Бачо Киро“.

## Топографска карта
- Лист от карта K-35-39. Мащаб: 1 : 100 000.
- Лист от карта K-35-40. Мащаб: 1 : 100 000.